# Museu de Arte Contemporânea de Teerã
O Museu de Arte Contemporânea de Teerã (em persa موزه هنرهای معاصر تهران) é um dos mais importantes museus do Irã. Foi inaugurado em 1977, a partir do acervo adquirido pela imperatriz Farah Pahlavi pouco antes da queda da monarquia. A seleção das peças ficou a cargo do arquiteto Kamran Diba, primo de Farah, responsável também pelo projeto do edifício-sede do museu, localizado no Parque Laleh, na capital do país, agregando elementos da arquitetura persa tradicional e do Modernismo.
O museu possui uma das mais completas e valiosas coleções de arte ocidental no continente asiático, cobrindo o período que vai do Impressionismo às últimas décadas do século XX. Abriga também um conjunto expressivo de arte persa e iraniana, do século XVI em diante, mantém biblioteca, cinemateca e exposições temporárias.

## Histórico
No período subseqüente à Segunda Guerra Mundial e à abdicação do xá Reza Pahlavi, artistas iranianos passaram a incorporar influências ocidentais em sua produção artística, realizando sínteses bem sucedidas entre essas influências e suas tradições nacionais. A morte do pintor Kamal al-Mulk, ocorrida em 1940, marcou simbolicamente o fim de uma era de estrita aderência à tradição pictórica acadêmica iraniana. Nas décadas de 1950 e 1960, esse processo de abertura e síntese se acentuaria, resultando na ampla participação de artistas iranianos em exposições e feiras internacionais, com a criação de galerias comerciais e o desenvolvimento do colecionismo.

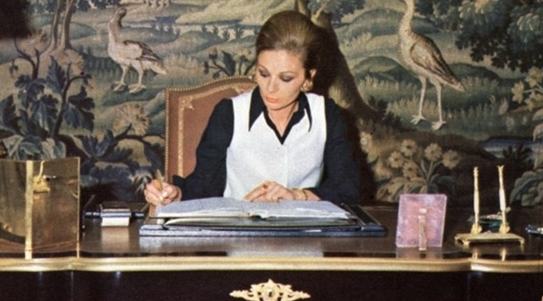
Farah Pahlavi em Teerã na década de 1970.

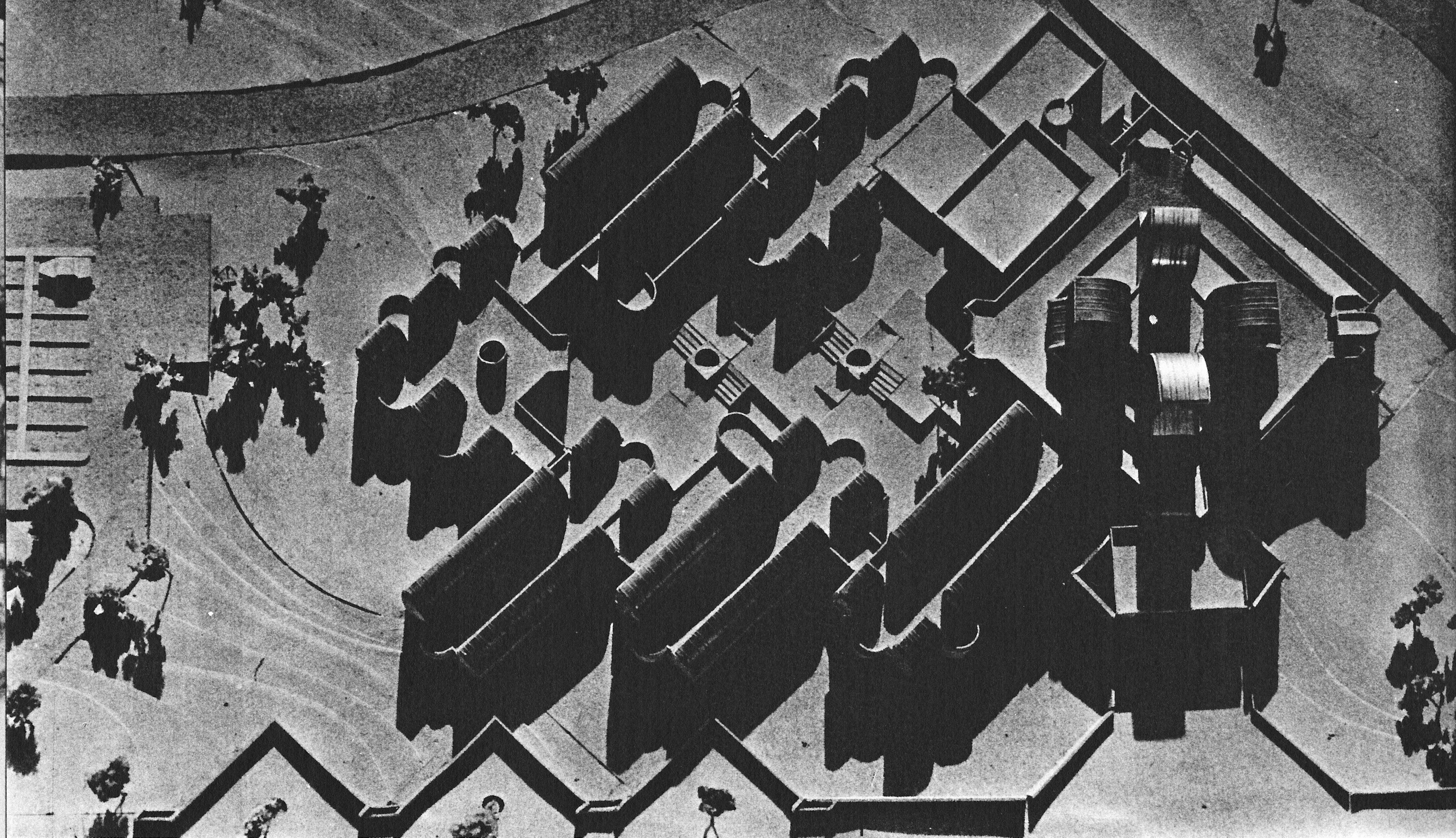
Maquete do Museu de Arte Contemporânea de Teerã, 1975.

Na década de 1970, a imperatriz Farah Pahlavi começou a adquirir, com fundos governamentais, obras de arte modernas e contemporâneas, selecionadas por seu primo, o arquiteto Kamran Diba, visando a futura criação de um museu de arte moderna ocidental na capital iraniana. A alta do preço do petróleo, que se mantinha desde o começo dos anos 70, favoreceria duplamente a empreitada, pois ao mesmo tempo em que garantia uma arrecadação crescente de divisas ao governo iraniano, debilitava o mercado de arte europeu e norte-americano. Aproximadamente 150 obras de artistas exponenciais, como Claude Monet, Pablo Picasso, Jackson Pollock e Roy Lichtenstein, foram adquiridas por preços relativamente acessíveis.
Kamran Diba foi incumbido pela imperatriz de projetar o edifício que serviria de sede ao museu e apontado como seu primeiro diretor. Diba idealizou uma edificação de inspiração brutalista, congregando elementos da arquitetura tradicional iraniana. O museu foi inaugurado em 14 de outubro de 1977, dia do aniversário da imperatriz, com a presença de Nelson Rockefeller e curadores de diversas instituições museológicas ocidentais, apresentando uma exposição permanente de obras de artistas iranianos e de grandes nomes da arte universal. O historiador de arte norte-americano David Galloway foi o primeiro curador da instituição.
A Revolução de 1979, o retorno do aiatolá Khomeini, e a subseqüente instauração de uma república islâmica, modificaram sensivelmente o panorama cultural do país. O Museu de Arte Contemporânea foi fechado em função das manifestações cíclicas e da escalada da violência. Consolidada a revolução, o museu foi reaberto com uma exposição de fotografias de Francesco Abbas, documentando os conflitos. A criação artística iraniana no período subsequente seria dominada pelo tema dos horrores ocasionados pela guerra com o Iraque (1980-1988) e da tensão política com ocidente, afastando-se da iconografia, tendências e temáticas artísticas dominantes na Europa e nos Estados Unidos, ao mesmo tempo em que o novo governo, preocupado com o que considerava ser uma influência excessiva da cultura ocidental, passa a dispensar maior atenção à arte tradicional iraniana. Com as desapropriações por parte do governo iraniano de coleções particulares, o museu, na condição de depositário, vê crescer o seu acervo.
Em 1994, a direção do museu negociou com um colecionador norte-americano a troca da pintura Mulher III de Willem de Kooning por um rara edição manuscrita e decorada com iluminuras do Épica dos Reis, datado do século XVI. Em 2003, discutiu-se no Parlamento Iraniano a possibilidade de vender algumas das obras que, em função das restrições iconográficas islâmicas, não poderiam ser disponibilizadas ao público. A ideia foi rechaçada pelas autoridades religiosas, sob a justificativa de que “o que não pode ser exibido, não pode ser comercializado”. O acesso a tais obras é permitido a artistas, pesquisadores, profissionais e estudantes de arte.
Em 1998, Alireza Sami Azar assumiu a direção do museu. Em sua gestão, estabeleceu um programa educacional permanente, com conferências e cursos relacionados às artes visuais, teorias estéticas e filosofia, e buscou integrar o museu ao circuito internacional, com empréstimo ocasional de algumas peças para figurar em exposições promovidas por instituições européias. Em 2003, o museu apresentou parte da coleção permanente em uma mostra denominada Expressionismo Abstrato, com obras de Jackson Pollock, Franz Kline, Robert Motherwell, Hans Hartung e Pierre Soulages, entre outros.
Em 2005, durante o mandato de Mohammad Khatami, o museu organizou a exposição Modern Art Movement, apontada por parte da imprensa como a primeira vez em que a coleção de arte foi integralmente exposta desde a Revolução Iraniana, em 1979. Por ocasião da exposição, alguns periódicos ocidentais publicaram matérias acusando o governo iraniano de promover censura à arte ocidental. As autoridades locais alegam que as restrições à exposição de obras ocidentais são devidas à falta de espaço expositivo no museu.

## Edifício, pátio e jardim

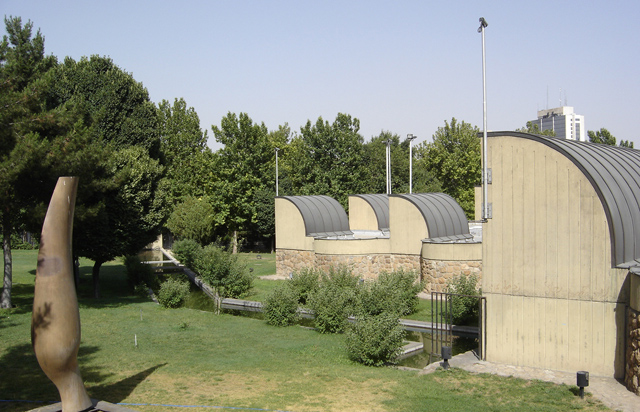
Edifício-sede do museu, com semi-arcos aludindo às torres de vento da tradicional arquitetura persa.

O edifício-sede do museu foi idealizado pelo primo de Farah Pahlavi, Kamran Diba. Exemplar da arquitetura iraniana contemporânea, reúne elementos da tradição persa e soluções estruturais de inspiração brutalista. O edifício possui 5000 metros quadrados de área construída, divididos em três pavimentos. O espaço expositivo conta com nove galerias, três destinadas à coleção permanente e outras seis às exposições temporárias. Possui biblioteca, ateliê de fotografia, cafeteria e livraria.
No centro da edificação, encontram-se quatro grandes estruturas na forma de semi-arcos verticais, aludindo às torres de vento (tradicional sistema de ventilação natural usado na arquitetura persa) que funcionam como clarabóias sobre o átrio. No centro do átrio, um pequeno espelho d'água retangular faz alusão ao howz, elemento comum da arquitetura pública e privada iraniana.
Outros semi-arcos semelhantes são utilizados e sobre as galerias, acondicionadas em um grande retângulo de concreto. Uma rampa localizada sob as clarabóias interliga os pavimentos e dá acesso ao Pátio das Esculturas, uma área externa semi-coberta, anexa ao edifício e rodeada por um jardim com 7000 metros quadrados. Nesse espaço, são exibidas permanentemente esculturas do acervo: obras de René Magritte, Alberto Giacometti, Marino Marini, Max Ernst, Alexander Calder, Henry Moore e Max Bill, entre outros.

## Acervo

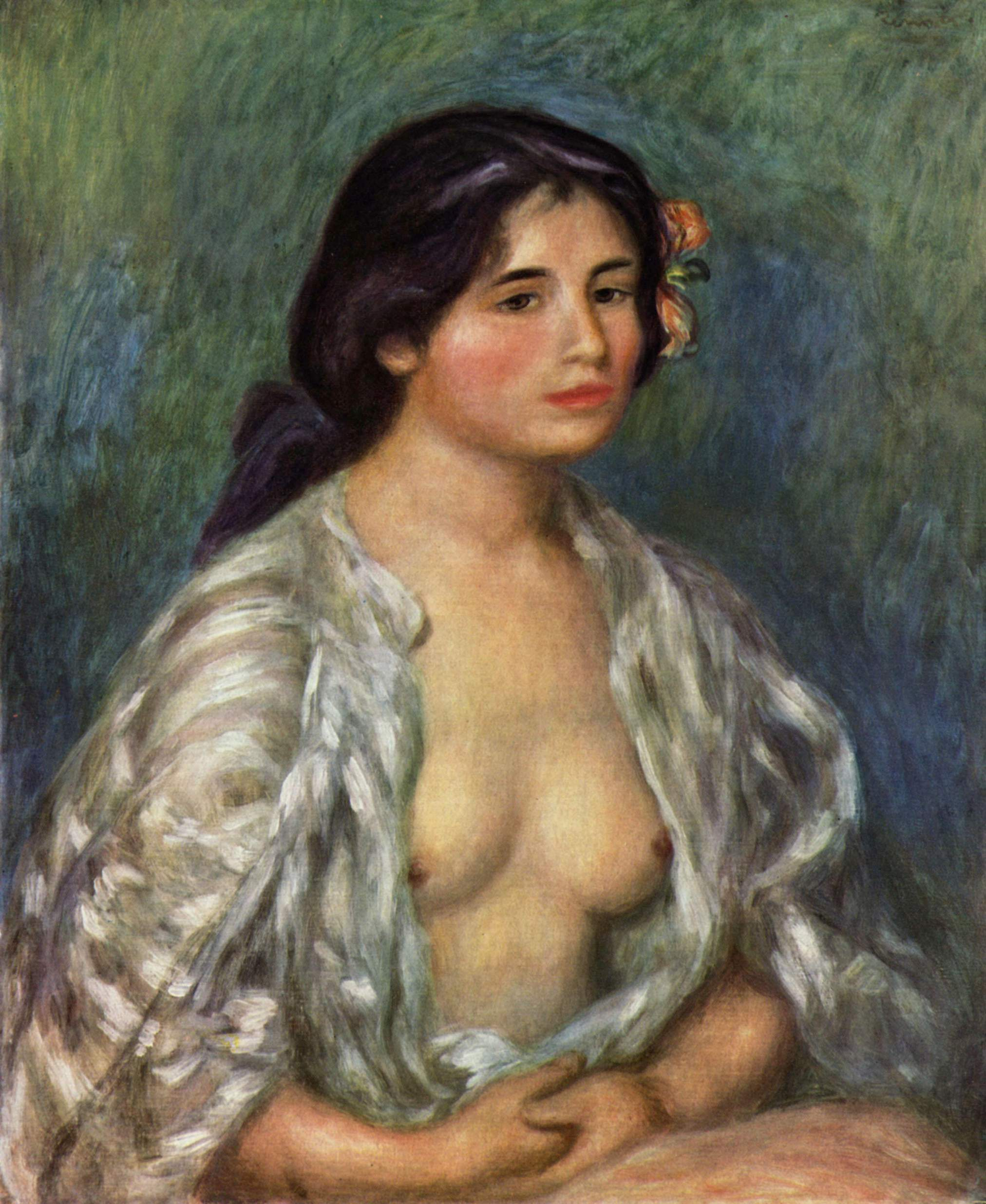
Gabrielle com a camisa aberta (1907), de Pierre-Auguste Renoir. Acervo do Museu de Arte Contemporânea de Teerã.

O acervo do Museu de Arte Contemporânea de Teerã abriga uma das mais importantes coleções de arte ocidental do continente asiático, congregando pinturas, esculturas, desenhos, gravuras e fotografias, datados entre a segunda metade do século XIX e as últimas décadas do século XX, abrangendo os principais movimentos artísticos do período por meio de seus autores mais representativos.
Do impressionismo, há obras de autoria de Claude Monet, Camille Pissarro, Pierre-Auguste Renoir, Mary Cassatt e Edgar Degas. As tendências pós-impressionistas e o fauvismo estão representados por Édouard Vuillard, Paul Gauguin, Vincent van Gogh, Toulouse-Lautrec, Kees van Dongen, Louis Valtat, André Derain e Henri Matisse.
Retratam a consolidação do modernismo, do cubismo à década de 1920, passando pelo futurismo, autores como Georges Braque, Pablo Picasso, Fernand Léger, Giorgio Morandi e Giacomo Balla. Edvard Munch, James Ensor, Paul Klee, Max Beckmann, Georges Rouault e Alberto Giacometti exemplificam o expressionismo.
Das tendências artísticas não-figurativas (construtivismo, neoplasticismo, abstracionismo, expressionismo abstrato, etc.), há obras de Wassily Kandinsky, František Kupka, Victor Vasarely, Adolph Gottlieb, Jackson Pollock, Jasper Johns, Mark Rothko e Willem de Kooning. Representando o surrealismo e o dadaísmo, estão Max Ernst, Marc Chagall, Salvador Dalí, René Magritte, Joan Miró, Marcel Duchamp, Man Ray, George Grosz. Outros expoentes da figuração moderna são Francis Bacon, Diego Rivera e Edward Hopper.
Há um numeroso conjunto de obras da pop art, onde estão presentes Robert Rauschenberg, Jasper Jones, Roy Lichtenstein, Claes Oldenburg, Andy Warhol, James Rosenquist e Jim Dine, entre outros.
Por fim, o museu conserva um amplo conjunto de obras de artistas contemporâneos iranianos, nomeadamente Noreen Motamed. Há também uma coleção de miniaturas persas, datadas a partir do século XVI.